# Ida Karkiainen
Ida Karkiainen, née le 10 mai 1988, est une femme politique suédoise, membre du Parti social-démocrate suédois des travailleurs (SAP). Depuis le 30 novembre 2021 elle est ministre des Administrations publiques.

## Biographie
Ida Karkiainen fait des études de science politique à l’Université de technologie de Luleå. Elle travaille au département du développement régional du conseil général du Comté de Norrbotten. Conseillère municipale à Haparanda depuis 2010, elle fait partie de l’exécutif de la commune de 2011 à 2014. Elle est la remplaçante du ministre Sven-Erik Bucht au Riksdag de 2014 à 2018. Lors des élections législatives de 2018, elle est élue Membre du Riksdag pour la circonscription de Norrbotten.

## Vie privée
Ida Karkiainen est domiciliée à Haparanda. Son compagnon est Mattias Lind, batteur du groupe de metal industriel Raubtier. Le couple a deux enfants.